# NY Весов
NY Весов (лат. NY Librae) — одиночная переменная звезда в созвездии Весов на расстоянии (вычисленном из значения параллакса) приблизительно 126909 световых лет (около 38911 парсеков) от Солнца. Видимая звёздная величина звезды — от +16,1m до +15,8m.

## Характеристики
NY Весов — пульсирующая переменная звезда типа RR Лиры (RRC).